# Детектор медиа
«Детектор медиа» (укр. Детектор медіа) — украинская общественная организация, в структуре которой находится одноимённое интернет-издание, освещающее деятельность средств массовой информации Украины. Действует с 2016 года. Руководитель — Наталья Лигачёва.

## Деятельность
Общественная организация «Детектор медиа» проводит онлайн-курсы на темы: «Журналистское расследование», «Новостная грамотность» и «Медиадрайвер». «Детектор медиа» также разработал собственную методологи, определяющую соответствие контента журналистским стандартам, и выявления в нём джинсы (скрытой рекламы), пропаганды и манипуляций. Кроме того «Детектор медиа» поддерживает работу проекта «MediaSapiens», посвящённого проблеме медиаграмотности.
Издание освещает деятельность украинских медиа. Ресурс поднимает темы медиареформ, независимого общественного мнения, коррупции в медиа, деятельности регулирующих государственных органов, медиаграмотности и трансформации СМИ в средства пропаганды.
Слоган «Детектора медиа» — «Watchdog украинских СМИ» (с англ. сторожевой пёс).

## История

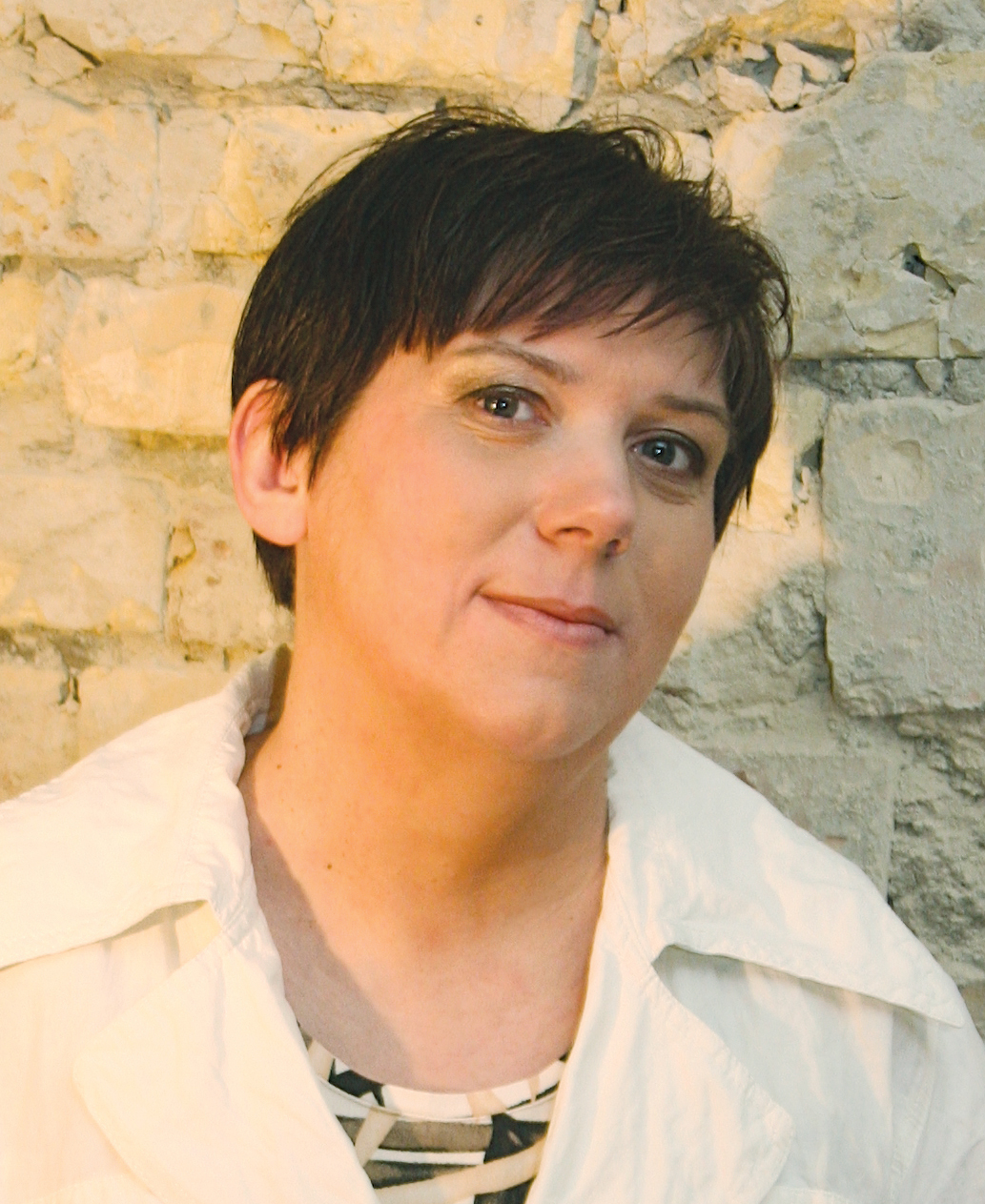
Руководитель «Детектор медиа» Наталья Лигачёва

30 октября 2015 года Наталья Лигачёва прекратила сотрудничество с холдингом «1+1 Медиа» Игоря Коломойского и покинула проект «Телекритика», который существовал с 2001 года. «Телекритика» осталась в собственности «1+1 Медиа», а Лигачёва с командой 8 февраля 2016 года запустила свой новый проект в режиме бета-версии под названием «Детектор медиа». В мае 2016 года общественная организация «Телекритика» была преобразована в «Детектор медиа». Руководителем общественной организации «Детектор медиа» стала Наталья Лигачёва, исполнительный директором — Диана Дуцик, а программным директором — Роман Шутов. В правление организации вошли Инна Кузнецова, Ирина Бекешкина, Сергей Квит, Игорь Когут и Ирина Чемерис.
С 2014 года члены организации участвуют в деятельности общественного союза «Реанимационный пакет реформ».
В январе 2018 года программному директору Роману Шутову, который собирался провести в Кишинёве тренинг по приглашению посольства США, было отказано во въезде в Молдавию.
4 февраля 2021 года общественная организация «Детектор медиа» поддержала решение Президента Украины Владимира Зеленского о санкциях в отношении телеканалов «112 Украина», NewsOne и ZIK, подписав коллективное письмо, где утверждалось, что закрытие данных СМИ является вопросом безопасности, а не свободы слова. Спустя два дня «Детектор медиа» подписал письмо к Государственному департаменту и Министерству финансов США с просьбой ввести санкции против Виктора Медведчука, его жены Оксаны Марченко и Тараса Козака.
3 января 2022 года стало известно, что доступ к сайту «Детектор медиа» заблокирован на территории России. Об этом сообщили сразу несколько читателей издания, попытавшихся зайти на сайт в первые дни 2022 года. Причиной блокировки стала новость о блокировке в России Роскомнадзором доступа к интервью hromadske с правозащитником и членом запрещённой в РФ политической партии «Хизб ут-Тахрир» Гасаном Гаджиевым, вышедшем в 2016 году. Решение о блокировке было принято ещё в апреле 2015 года, но доступ на территории РФ заблокировали только в декабре 2021 года.

## Финансирование
Согласно финансовому отчёту за 2019 года организация потратила за год более 1 миллиона долларов США. При этом 840 тысяч долларов поступило от «доноров», среди которых Министерство иностранных дел Дании (53,9 % всех поступлений), американская организация Internews Network, Inc. (25,3 %) и Шведское агентство по вопросам международного сотрудничества и развития (7 %).
В 2024 году организация имела гранты от USAID

## Критика
Издание «Страна.ua» писало о том, что во время президентства Петра Порошенко «Детектор медиа» не публиковал критических материалов о провластных изданиях, делая акцент на критике других медиа.
В 2017 году видеоблогер Анатолий Шарий подал в суд на «Детектор медиа» и журналиста Богдана Логвиненко за использование по отношению к нему терминов «рупор русского мира» и «скандальный украинский псевдобеженец». В итоге Шевченковский районный суд города Киева, а затем и Апелляционный суд Киева отказали Шарию в удовлетворении его иска.